# Dockwise

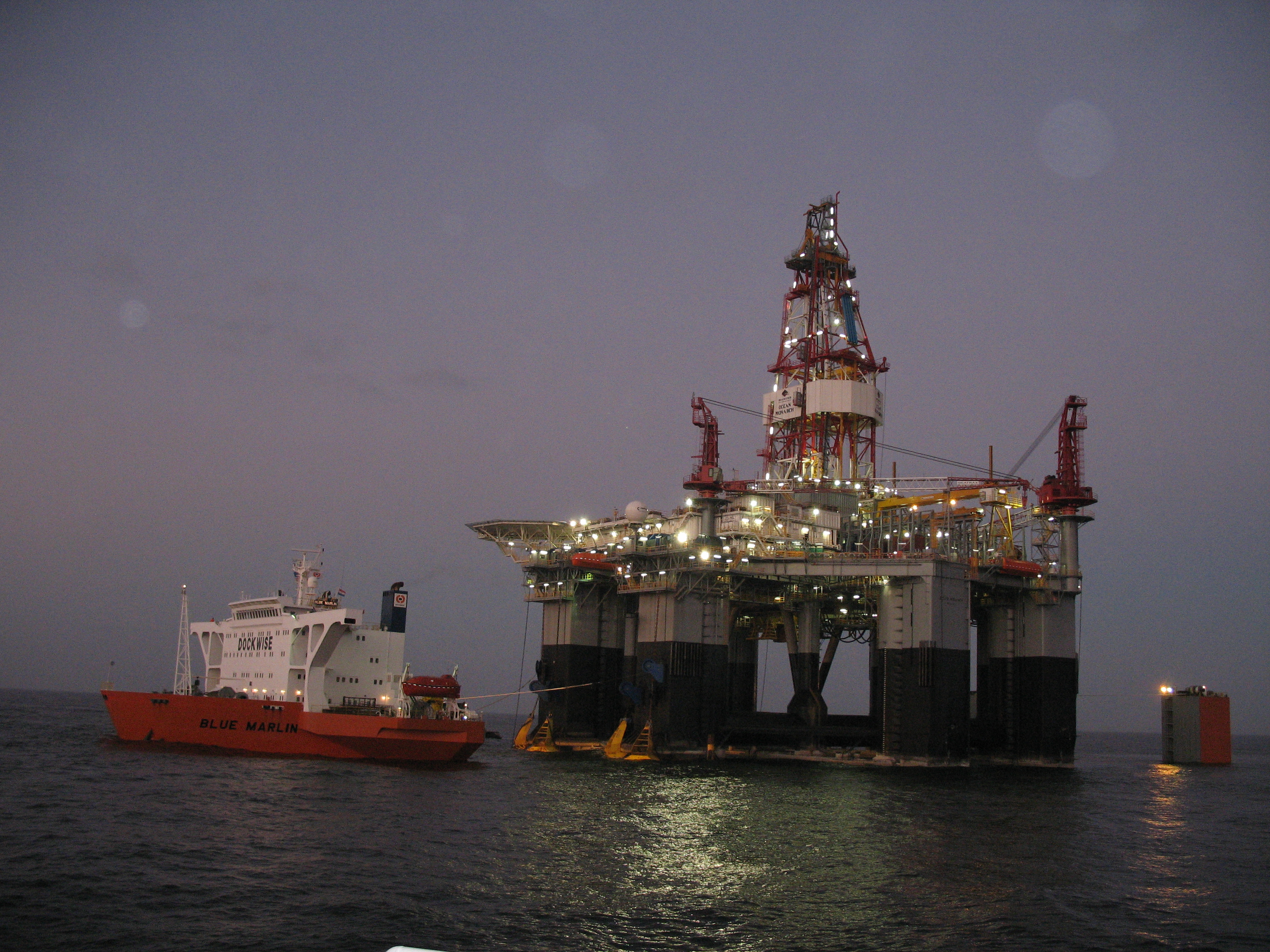
La Blue Marin che si prepara allo scarico della Ocean Monarch

Dockwise è una impresa olandese fornitrice di petrolio e gas attivo nel trasporto marittimo pesante, e nella gestione, logistica, installazione e trasporto.
L’azienda offre soluzioni chiavi in mano per progetti complessi in tutto il mondo, impiegando una flotta di 25 navi semisommergibili da carico pesante.

## Flotta
- Dockwise Vanguard
- Blue Marlin
- Black Marlin
- White Marlin
- Forte
- Finesse
- Mighty Servant 1
- Mighty Servant 3
- HYSY 278 (vessel operated by Dockwise)
- Transshelf
- Transporter
- Target
- Treasure
- Talisman
- Trustee
- Triumph
- Swan
- Swift
- Teal
- Tern
- Yacht Express
- Super Servant 3
- Super Servant 4
- Floating Super Pallet 101
- Floating Super Pallet 102